# 南あわじ市立倭文小学校
南あわじ市立倭文小学校（みなみあわじしりつ しとおりしょうがっこう）は、兵庫県南あわじ市倭文庄田にある公立小学校。　

## 沿革
- 1877年(明治10年)9月8日 - 庄田小学校として開校。
- 1887年(明治20年)4月1日 - 庄田簡易小学校と改称。
- 1890年(明治23年)7月1日 - 倭文村立庄田尋常小学校と改称。
- 1903年(明治36年)10月1日 - 倭文村立倭文尋常小学校と改称。
- 1905年(明治38年)7月1日 - 倭文村立倭文尋常高等小学校と改称。
- 1941年(昭和16年)4月1日 - 三原郡倭文国民学校と改称。
- 1947年(昭和22年)4月1日 - 倭文村立倭文小学校と改称。
- 1957年(昭和32年)7月10日 - 緑村立倭文小学校と改称。
- 1960年(昭和35年)4月1日 - 町制施行により、緑町立倭文小学校と改称。
- 2005年(平成17年)1月11日 - 南あわじ市の発足により南あわじ市立倭文小学校と改称。

## 通学区域
- 南あわじ市倭文地区(長田・神道・庄田・土井・安住寺に限る)[1]

## 進路状況
ほとんどの児童は南あわじ市立三原中学校へ進学する。
2021年度までは、南あわじ市立倭文中学校に進学していた。

## 通学区域が隣接している学校
- 南あわじ市立松帆小学校
- 南あわじ市立榎列小学校
- 南あわじ市立八木小学校
- 南あわじ市・洲本市小中学校組合立広田小学校
- 洲本市立加茂小学校
- 洲本市立堺小学校